# Jämshög
Jämshög  é uma localidade (tätort) da província de Blekinge, na região histórica da Gotalândia, no sul da Suécia. Está situada a 4 km a sul da cidade de Olofström, numa zona florestal. É conhecida pelo seu museu local - Jämshögs hembygdsmuseum. 

Possui 2,35 quilômetros quadrados de superfície e, segundo censo de 2019, tinha 1 612 habitantes.

Pertence à comuna de Olofström, no condado de Blekinge.
  
Também é uma paróquia, a maior de Blekinge.

## Etimologia e grafia
A origem do topónimo Jämshög é incerta. Está registado no século XII como Gemshø. Na primeira metade do século XX, uma antiga estação de correio e antiga estação ferroviária tinham o nome Jämshög. Entre as várias formas anteriores oscilantes de grafar o atual termo Jämshög há Jemsiö, Jemshög, Gjemsjö, Jamshög , Jemshg, Jhög, Jshög, Gemsjö, Gjemsjö, Jemshog, Gemsio, Gemshög  e Jemsöö. A reforma ortográfica de 1906 estabeleceu a grafia oficial e unitária existente hoje, estabilizando a grafia vacilante de e e ä para representar o som [æ].

## História
Jämshög originalmente pertencia à Escânia e estava situada na fronteira do Condado de Kristianstad até 1639, quando o rei Cristiano IV (r. 1588–1648) transferiu-a ao Condado de Blekinge. Desde finais do século XIX, a ferrovia de Karlshamn que ia em direção a Sölvesborg se estendeu até Jämshög e Holje. Nas primeiras décadas do século XX, O preboste de Ängelholm, Yngve Werger, foi convidado a coordenar esforços com o comitê cultural local e por meio de suas ações o colégio de Lund, na Escânia, foi transferido a Jämshög; o escritor Sven Edvin Salje se juntou ao conselho da escola desde o começo. Na década de 1960, o padre Jöran administrava a igreja local. O vigário Oskar Kronsjö fez uma crônica paroquial de Jämshög em vários volumes.

## Patrimônio turístico
Em Jämshög se destaca:
- Museu de Jämshög (Jämshögs hembygdsmuseum) - Instalado numa antiga escola desta localidade paroquial, mostra uma loja rural tradicional (lanthandel)
- Igreja de Jämshög (Jämshögs kyrka) – Antiga igreja do século XII, reconstruída no século XIX
- Escola Superior Popular de Jämshög (Jämshögs folkhögskola) – Tutelada pela diocese de Lund

## Comunicações
A estrada nacional 15 (Karlshamn-Halmstad) passa imediatamente a leste de Jämshög, no sentido norte-sul.

## Naturais de Jämshög
- Pehr Thomasson (1818–1883), escritor;[16]
- Bengt Nordenberg (1822–1902), artista;[16]
- Mattis Carlson Ranseen (1845–1920), padre luterano;[21]
- Per Rösiö (1861–1935), reformador agrário;[16]
- Harry Martinson (1904–1978), escritor, prémio Nobel da Literatura de 1974.[22][1]

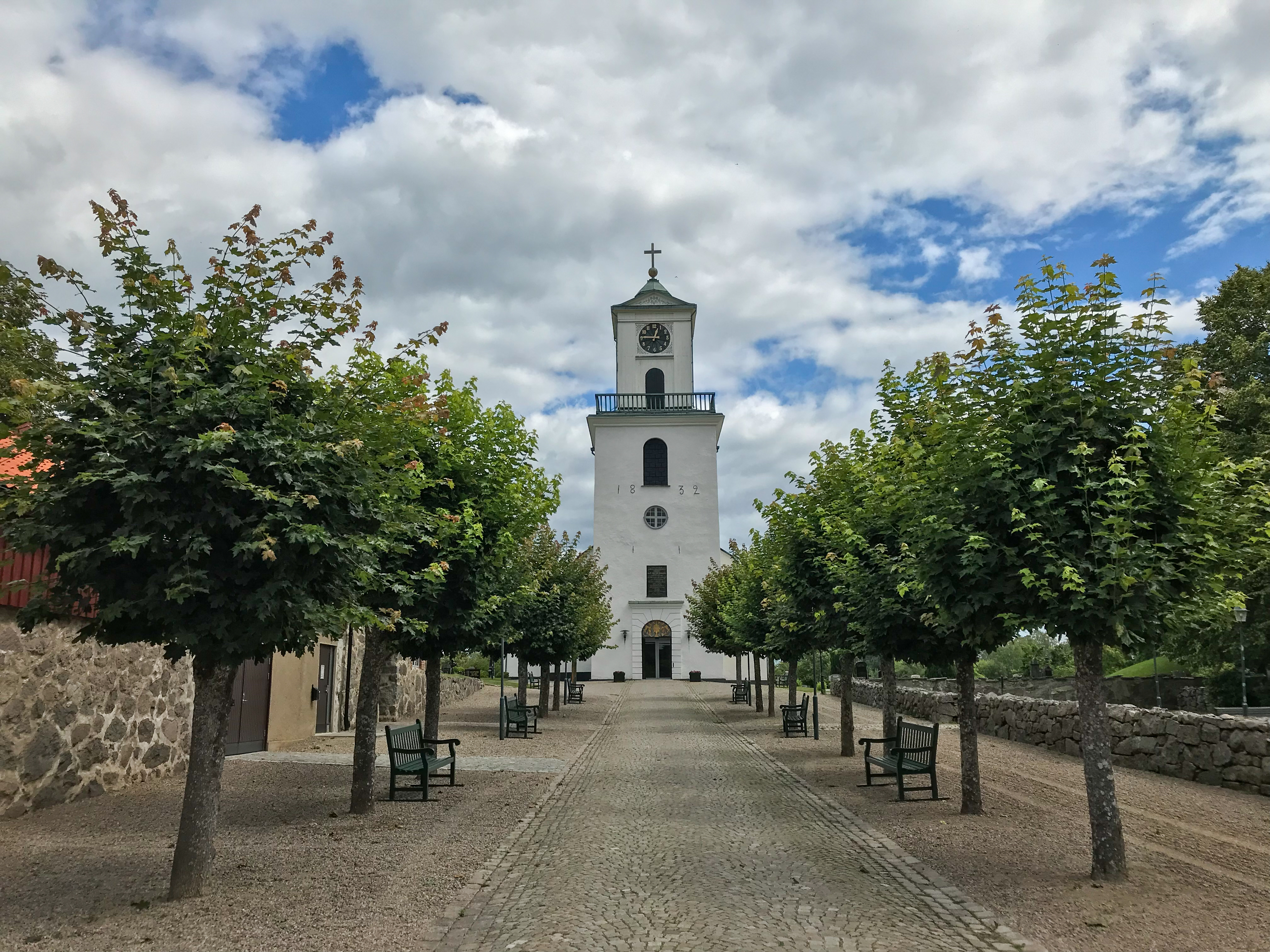
Igreja de Jämshög
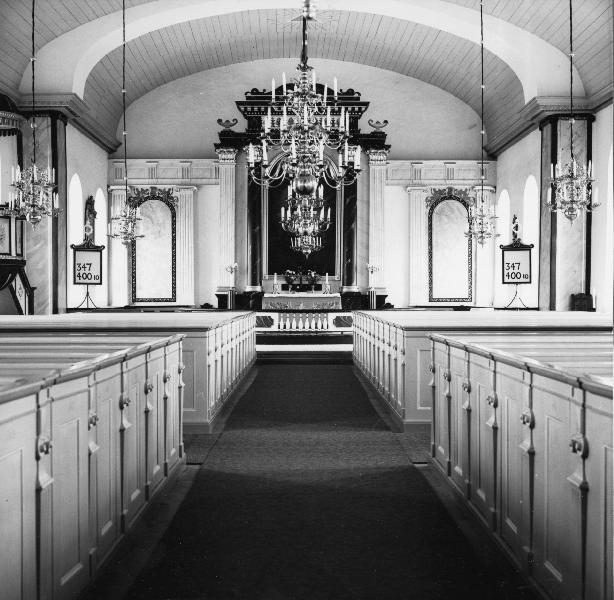
Interior da igreja